# Zapoška
Zapoška – potok na terenie Słowenii, uchodzący do Cerknicy. Na rzece znajdują się trzy wodospady: Spodnji Sapat (8 m), Srednji Sapat (10 m) oraz Zgornji Sapat (10 m). Źródło znajduje się na południowym zboczu góry Porezen. Potok płynie przez wąwóz Zapoška grapa. Jest na nim zbudowana elektrownia wodna we wsi Cerkno.